# Július Ivan
Július Ivan (* 25. března 1954, Šurany) je bývalý slovenský státní úředník – agent Slovenské informační služby (SIS) a bývalý špičkový československý atlet – překážkář, účastník olympijských her v roce 1980.

## Sportovní kariéra
Je rodákem ze slovenské obce Bešeňov. S atletikou začal ve 14 letech v nedalekých Nových Zámcích v klubu TJ Elektrosvit pode vedením trenérů Kosztolányiho, Petroviče a Tyukose. V 18 letech odešel na studia do Bratislavy a začal se specializovat na sprint přes překážky pod vedením Tomáše Kampmillera.
V roce 1978 startoval na domácím mistrovství Evropy v Praze, kde v běhu na 110 m překážek vypadl v semifinále. Po letní sezóně 1978 narukoval na vojnu a přestoupil do armádního střediska vrcholového sportu Dukly v Banská Bystrica k trenéru Ivanu Čiernemu. V roce 1980 splnil limit pro účast na olympijských hrách v Moskvě. V Moskvě však v rozbězích na 110 m překážek zakopl o osmou překážku a závod nedokončil.
V roce 1981 si zaběhl na československém mistrovství v Ostravě osobní rekord 13,55 a v září obsadil jako zástupce evropského týmu třetí místo na 110 m překážek na světovém poháru v Římě v čase 13,66 s.
V roce 1982 nestartoval v žádném závodě kvůli svalovému zranění, na zářijové mistrovství Evropy v Athénách přesto odjel a vypadl v rozběhu v čase 14,05 s. V roce 1983 na mistrovství světa v Helsinkách vypadl v rozběhu v podprůměrném čase 14,28 s. V roce 1984 přišel o start na olympijských hrách v Los Angeles kvůli bojkotu. Sportovní kariéru ukončil v roce 1985.
Ještě jako aktivní sportovec spolupracoval od roku 1978 s vojenskou kontrarozvědkou (VKR) pod krycím jménem "Iveta". Od roku 1993 byl vedený jako agent Slovenské informační služby (SIS). Jeho jméno se vyskytuje v médiích především ve spojitosti s vyšetřováním kauz kontroverzního ředitele kontrarozvědky SIS Jaroslava Svěchoty z období druhé poloviny devadesátých let dvacátého století.